# Ré bémol majeur

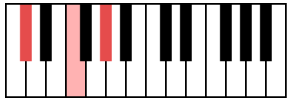
L'accord parfait de ré bémol majeur se compose des notes suivantes : ré♭, fa, la♭.

La tonalité de ré bémol majeur se développe en partant de la note tonique ré bémol. Elle est appelée D-flat major en anglais et Des-Dur en Europe centrale.
L'armure coïncide avec celle de la tonalité relative si bémol mineur. Le prélude dit Goutte d'eau, ainsi que la Valse minute de Chopin de Chopin constituent globalement les morceaux les plus connus écrits dans cette tonalité, sans oublier la Consolation no 3 de Liszt.
L’échelle de ré bémol majeur est : ré♭, mi♭, fa, sol♭, la♭, si♭, do, ré♭.
- tonique : ré♭
- médiante : fa
- sous-dominante : sol♭
- dominante : la♭
- sensible : do

Altérations : si♭, mi♭, la♭, ré♭, sol♭.

## Compositions célèbres en ré bémol majeur
- Frédéric Chopin :
  - Prélude dit Goutte d'eau
  - Berceuse
  - Valse minute
  - Valse, opus 64 n°2 - troisième thème (central)
- Concerto pour piano no 1 de Sergueï Prokofiev
- Cantique de Jean Racine de Gabriel Fauré
- Suite bergamasque de Claude Debussy - troisième mouvement